# Mel Ferrer

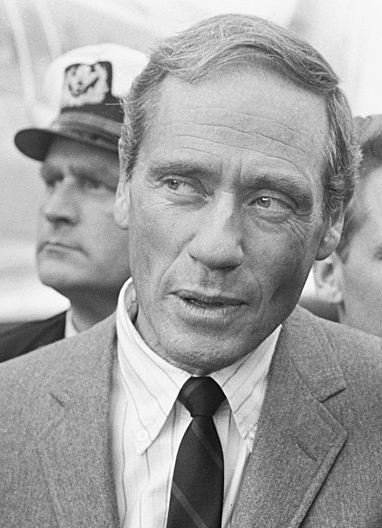
Mel Ferrer (1966)

Melchior „Mel“ Gastón Ferrer (* 25. August 1917 in Elberon, New Jersey; † 2. Juni 2008 bei Santa Barbara, Kalifornien) war ein US-amerikanischer Schauspieler, Regisseur, Autor, Filmproduzent und Showmanager.

## Leben und Karriere
Mel Ferrer ist der Sohn eines kubanischen Arztes und einer New Yorkerin. Ferrer nahm zunächst ein Medizinstudium in Princeton auf, wandte sich dann jedoch der Schauspielerei zu und debütierte als Tänzer am Broadway. Diese Karriere musste er aber bereits Anfang der 1940er Jahre beenden, da er an Kinderlähmung erkrankte. Er begann eine Tätigkeit beim Radio als Sprecher und Regisseur, was ihn schließlich als Spielfilmregisseur und Regieassistenten (unter anderem von John Ford) nach Hollywood brachte.
Im Jahr 1949 gab Ferrer sein Spielfilmdebüt als Schauspieler in der Produktion Wenn Eltern schweigen. In den 1950er Jahren avancierte er durch tragende Rollen in einigen Hollywood-Produktionen (unter anderem als Gegenspieler von Stewart Granger in Scaramouche, der galante Marquis, an der Seite von Marlene Dietrich in Engel der Gejagten, als König Artus neben Robert Taylor in Die Ritter der Tafelrunde und neben Leslie Caron in der Musical-Verfilmung Lili) zu einem populären Filmstar. Bis in die 1960er Jahre blieb Ferrer im Hollywood-Kino eine feste Größe und spielte in aufwendigen Produktionen wie Der Untergang des Römischen Reiches (als einer der Mörder Mark Aurels) und verkörperte beispielsweise den Maler El Greco in der gleichnamigen Künstlerbiografie. Danach arbeitete Ferrer vorwiegend in Europa, so auch unter der Regie Rainer Werner Fassbinders in Lili Marleen. Daneben trat er als Gast in zahlreichen Fernsehserien auf und spielte in der Winzer-Familiensaga Falcon Crest drei Jahre lang den Vertrauten und späteren Ehemann von Jane Wyman.
Darüber hinaus arbeitete Ferrer als Zeitungsredakteur und Jugendbuchautor.

## Privatleben

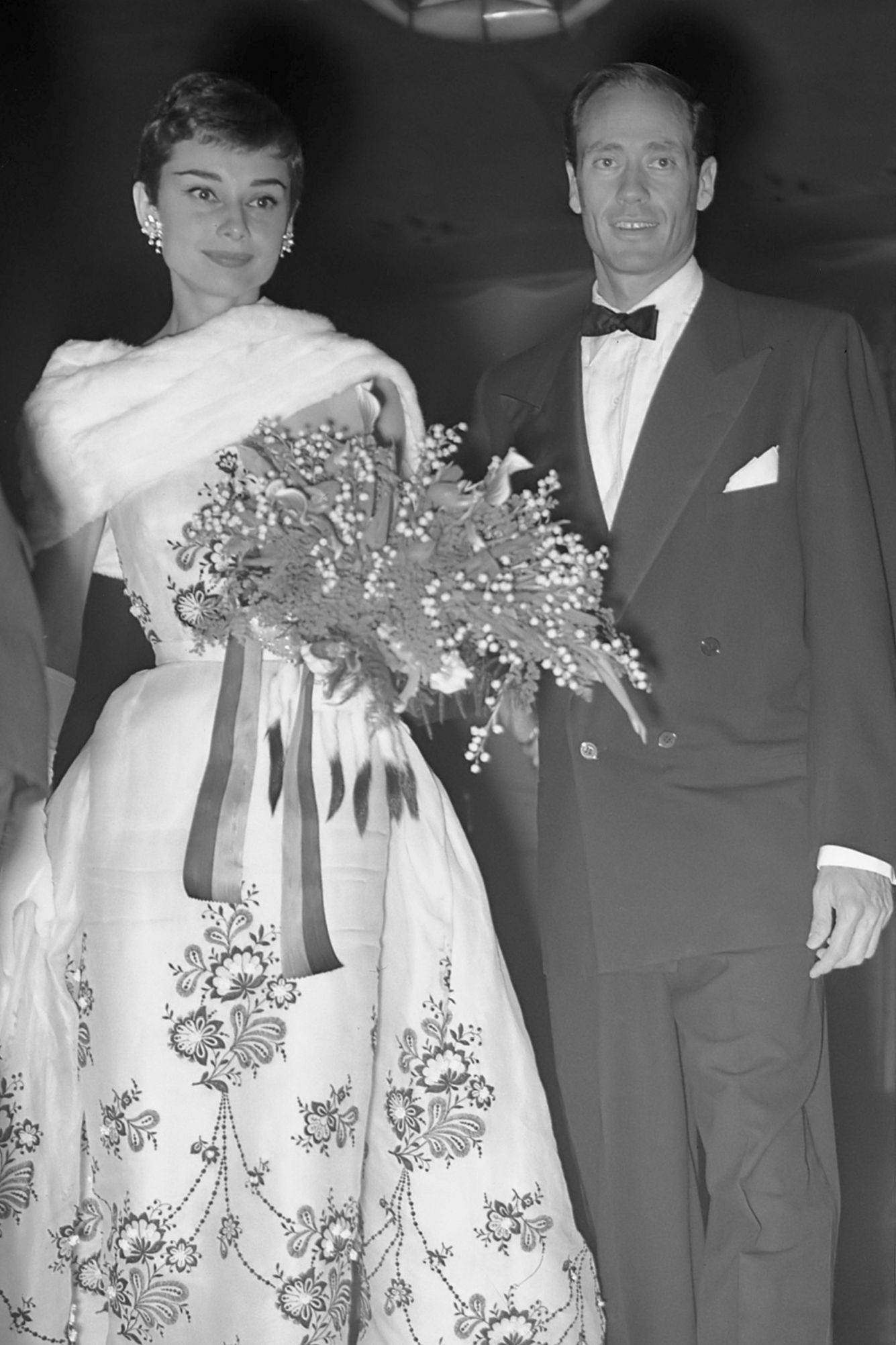
Mel Ferrer und Audrey Hepburn (1954)

Der fünffache Vater war insgesamt fünfmal verheiratet. Seine Ehefrauen waren: 
1. Frances Gunby Pilchard, eine Schauspielerin, die später als Bildhauerin arbeitete,[3] und Tochter von Sewell Norris Pilchard Jr., einem Physiker und seiner Frau Loise, geborene Collier Gunby. Sie heirateten erstmals 1937 und ließen sich 1939 scheiden.
2. Barbara C. Tripp. Sie heirateten 1940 und wurden später geschieden. Sie hatten zwei Kinder: eine Tochter, Mela Ferrer (geboren 1943) und einen Sohn, Christopher Ferrer (geboren 1944).
3. Frances Ferrer, geborene Pilchard, seine erste Ehefrau. Auch diese Ehe, die 1944 geschlossen wurde, endete mit Scheidung. Sie hatten zwei Kinder: Pepa Philippa Ferrer (geboren 1941) und Mark Young Ferrer (geboren 1944).[4]
4. Audrey Hepburn: 1954 heiratete Mel Ferrer in vierter Ehe die Schauspielerin Audrey Hepburn, mit der er mehrmals gemeinsam vor der Kamera stand (unter anderem in der Tolstoi-Verfilmung Krieg und Frieden und in Zusammen in Paris) und deren Filme er auch als Regisseur (Tropenglut) und Produzent (Warte, bis es dunkel ist) betreute. Aus der Ehe ging der Sohn Sean Hepburn Ferrer (geboren 1960) hervor. Die Ehe wurde 1968 geschieden.
5. Elizabeth Soukhotine, die er 1971 heiratete.

Vor seiner Hochzeit mit Soukhotine unterhielt Ferrer eine Liebesbeziehung mit Tessa Kennedy, einer 29 Jahre alten Innenarchitektin.
Mel Ferrer starb am 2. Juni 2008 im Alter von 90 Jahren auf seiner Farm nahe Santa Barbara in Kalifornien an den Folgen einer Darmerkrankung und Lungenentzündung. Er hat einen Stern auf dem Hollywood Walk of Fame (6268 Hollywood Boulevard).

## Filmografie (Auswahl)

### Als Darsteller
- 1947: Befehl des Gewissens (The Fugitive)
- 1949: Wenn Eltern schweigen (Lost Boundaries)
- 1951: Frauen und Toreros (The Brave Bulls)
- 1952: Engel der Gejagten (Rancho Notorious)
- 1952: Scaramouche, der galante Marquis (Scaramouche)
- 1953: Die Ritter der Tafelrunde (Knights of the Round Table)
- 1953: Lili
- 1953: Saadia
- 1955: Verboten (Proibito)
- 1955: Fledermaus 1955 (Oh, Rosalinda!)
- 1956: Krieg und Frieden (War and Peace)
- 1956: Weiße Margeriten (Elena et les Hommes)
- 1957: Unter glühender Sonne (The Vintage)
- 1957: Zwischen Madrid und Paris (The Sun Also Rises)
- 1958: Fräulein (Fraulein)
- 1959: Die Welt, das Fleisch und der Teufel (The World, the Flesh and the Devil)
- 1960: …und vor Lust zu sterben (Et mourir de plaisir)
- 1960: An einem heißen Nachmittag (L’Homme à femmes)
- 1960: Die unheimlichen Hände des Dr. Orlak (The Hands of Orlac)
- 1961: Liebe, Freiheit und Verrat (Legge di guerra)
- 1962: Die schwarzen Reiter von Tula (I lancieri neri)
- 1962: Der Teufel und die Zehn Gebote (Le Diable et les Dix Commandements)
- 1962: Der längste Tag (The Longest Day)
- 1962: Marco Polo (unvollendet)
- 1963: Charade (Gastauftritt)
- 1964: Der Untergang des Römischen Reiches (The Fall of the Roman Empire)
- 1964: Zusammen in Paris (Paris When It Sizzles) (Gastauftritt)
- 1964: … und ledige Mädchen (Sex and the Single Girl)
- 1965: El señor de La Salle
- 1966: El Greco
- 1967: Warte, bis es dunkel ist (Wait Until Dark) (nur Stimme)
- 1972: Das Pariser Appartment (A Time for Loving)
- 1973: Columbo: Klatsch kann tödlich sein (Requiem for a Falling Star) (Fernsehfilm)
- 1973: Das Mädchen aus der roten Mühle (La chica del Molino Rojo)
- 1974: Der Antichrist (L’anticristo)
- 1975: Brannigan – Ein Mann aus Stahl (Brannigan)
- 1975: Das Netz
- 1975: Die Killermafia (La polizia accusa:Il servizio segreto uccide)
- 1976: Der schwarze Korsar (Il corsaro nero)
- 1977: Gangbuster (L’avvocato della mala)
- 1977: Blutrausch (Eaten Alive)
- 1977: Wonder Woman (TV-Serie, eine Folge)
- 1977: Blutiger Zahltag (La ragazza del pigiama giallo)
- 1978: Hi Riders – Jungs laßt die Fetzen fliegen (Hi-Riders)
- 1978: Die Nordmänner (The Norseman)
- 1978: Zwischengleis
- 1978: L’immoralità
- 1978: Abenteuer in Atlantis (The Amazing Captain Nemo)
- 1979: Simon Templar – Ein Gentleman mit Heiligenschein (Return of the Saint) (TV-Serie, eine Folge)
- 1979: Insel der neuen Monster (L’isola degli uomini pesce)
- 1979: Die Außerirdischen (Stridulum)
- 1979: Die heilige Bestie der Kumas (Il fiume del grande caimano)
- 1979–1980: Dallas (TV-Serie, zwei Folgen)
- 1980: Lebendig gefressen (Mangiati vivi!)
- 1980: Großangriff der Zombies (Incubo sulla città contaminata)
- 1981–1984: Falcon Crest (TV-Serie, 54 Folgen)
- 1981: Lili Marleen
- 1982: Tausend Milliarden Dollar (Mille millards de dollars)
- 1982: Deadly Game
- 1985: Love Boat (TV-Serie, zwei Folgen)
- 1985: Hotel (TV-Serie, zwei Folgen)
- 1985, 1989: Mord ist ihr Hobby (Murder, She Wrote) (TV-Serie, zwei Folgen)
- 1986: Peter der Große (Peter the Great) (TV-Mehrteiler)
- 1995: Katharina die Große (Catherine the Great) (TV-Zweiteiler)

### Als Regisseur
- 1945: The Girl of the Limberlost
- 1950: Die schwarze Lawine (The Secret Fury)
- 1950: Vendetta
- 1951: Das Syndikat; auch: Gangster (The Racket) (ungenannt)
- 1952: Maco (ungenannt)
- 1959: Tropenglut (Green Mansions)
- 1965: Cabriola

### Als Produzent
- 1965: Cabriola
- 1966: El Greco
- 1967: Warte, bis es dunkel ist (Wait Until Dark)
- 1971: Der Unheimliche Besucher
- 1972: Am Tor zur Freiheit liegt der Totenschein (Embassy)
- 1972: Das Pariser Appartment (A Time for Loving)
- 1974: W – Der Tod hat nur einen Buchstaben (W)